# Vlajka Kamčatského kraje

Vlajka Kamčatského kraje
Poměr stran: 2:3

Vlajka Kamčatského kraje, jednoho z krajů Ruské federace, je tvořena listem o poměru stran 2:3 se dvěma pruhy, bílým a světle modrým, v poměru šířek 2:1. V horním rohu je umístěn (stejně daleko od žerdě i horního okraje) emblém ze znaku kraje: Tři černé sopky s bílými vrcholky postupně se snižující k vlajícímu okraji, a s červenými, bíle lemovanými plameny. Dolní okraj je dvakrát zvlněný. Z krajních sopek vyrůstá kruhové, červené pole, lemované národním ornamentem. Ten je tvořen jedenácti červenými a dvanácti menšími, modrými rovnoramennými trojúhelníky. Ty jsou vzájemně i od kruhového pole odděleny bílým lemováním.
Bílá barva symbolizuje věčnost, čistotu, čest, šlechetnost a mírumilovnost. Světle modrá barva symbolizuje čisté nebe a vodní plochy. Sopky jsou „vizitkou Kamčatky” a ornament symbolizuje národní tvořivost a historii.

## Historie
V roce 1652 vybudovali kozáci pevnost v Anadyru (dnes administrativní centrum Čukotského autonomního okruhu). Ta se stala centrem ruské expanze na poloostrov Kamčatka, který se stal roku 1697 součástí carského Ruska. 2. prosince 1849 byla zřízena svébytná Kamčatská oblast a v roce 1851 byl potvrzen znak oblasti. V roce 1856 byla oblast začleněna do Přímořské oblasti Východní Sibiře. V roce 1909 se oblast stala opět svébytnou. Na přelomu let 1920/21 byla součástí Dálněvýchodní republiky, v roce 1925 začleněna do Dálněvýchodního kraje. V roce 1932 byla, v rámci Dálněvýchodního kraje RSFSR, zřízena Kamčatská oblast, jejíž součástí se stal (až do roku 1993) i Korjacký národnostní okruh. V roce 1938 byl Dálněvýchodní kraj rozdělen na Přímořský a Chabarovský kraj, jehož se stala součástí. V roce 1956 (23. ledna) se Kamčatská oblast stala samostatnou oblastí RSFSR. Po celou sovětskou éru neměla žádnou vlajku ani znak.
Koncem roku 2002 byla místními úřady zřízena zvláštní heraldická komise při úřadu gubernátora, které měla shromáždit návrhy na znak a vlajku, vzešlé z veřejné soutěže, a předat je k expertíze Heraldické radě při úřadu prezidenta Ruské federace. První návrh vlajky byl odborníky z heraldické rady odmítnut (stejně jako znak, zpracovaný stejným anonymním autorem). Tento návrh tvořený listem o poměru stran 2:3 se dvěma vodorovnými pruhy: bílým a modrým, kde uprostřed byl znak Kamčatské oblasti. Bílá barva měla symbolizovat věčnost, čistotu, čest, šlechetnost a mírumilovnost, modrá pak měla představovat čisté nebe a šíravy vodních ploch. (není obrázek)
15. dubna 2004 přijal oblastní sovět Zákon o vlajce Kamčatské oblasti č. 171, který podepsal gubernátor oblasti 5. května a který nabyl účinnosti 7. května 2004 publikováním v Úředním věstníku. Vlajku Kamčatské oblasti tvořil list o poměru stran 2:3, se dvěma vodorovnými pruhy: bílým a světle modrým s poměrem šířek 2:1. V horním rohu se nacházely figury z tehdejšího znaku oblasti: černé sopky s bílými vrcholky a dýmem, dštící červené plameny, lemované po stranách světle modrými a bílými vlnami. Bílé detaily kresby byly, s výjimkou vln, odděleny od bílého podkladu listu tenkými, světle modrými konturami.

Vlajka Kamčatské oblasti (2004–2007) Poměr stran: 2:3

1. července 2007 vznikl sloučením Kamčatské oblasti a Korjackého autonomního okruhu (který užíval svou vlajku) Kamčatský kraj. Byla vyhlášena veřejná soutěž na symboly kraje (znak, vlajka a hymna), z předložených návrhů vybrala Heraldická komise návrhy Ivana Carkova. 17. února 2010 přijal Zákonodárný sněm ruského Kamčatského kraje zákon č. 396 O vlajce Kamčatského kraje, který vstoupil v platnost 5. března 2010. Oficiálně se však začaly symboly užívat až 1. července 2019, v den třetího výročí vzniku tohoto subjektu.

Vlajka Korjackého autonomního okruhu (1998–2007) Poměr stran: 2:3

## Vlajky okruhů a rajónů Kamčatského kraje

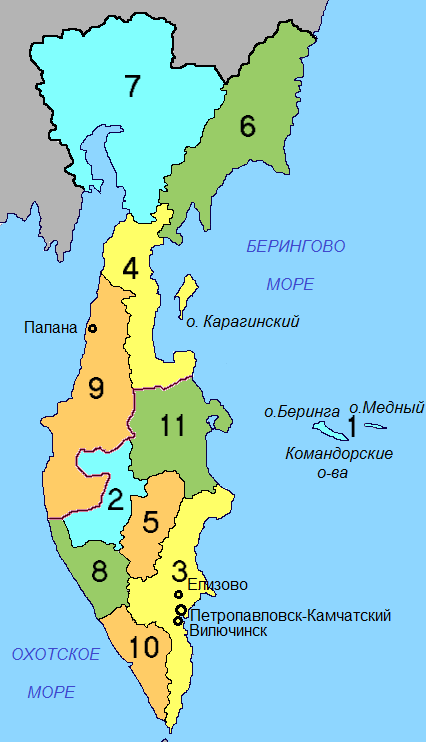
Rajóny Kamčatského kraje

Kamčatský kraj se člení (s účinností od 15. června 2020) na 3 městské a jeden obecní okruh a 10 rajónů (4 z nich: Karaginský, Oljutorský, Penžinský a Tigilský jsou zahrnuty do Korjackého okruhu – správní a územní jednotky se zvláštním statutem se střediskem v obci Palana).

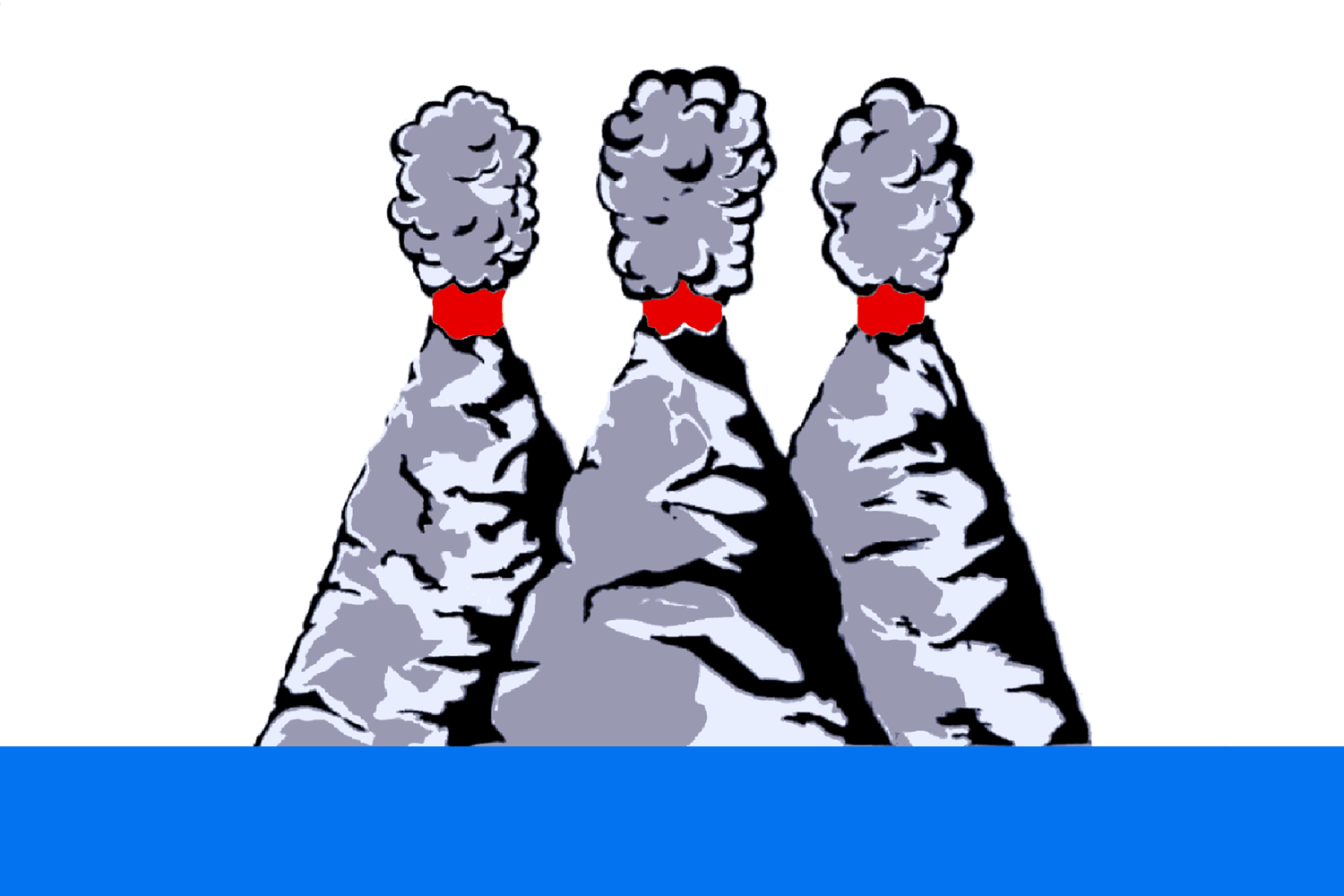
Okruh města Petropavlovsk-Kamčatskij Poměr stran: 2:3
Okruh uzavřeného města Viljučinsk Poměr stran: 2:3
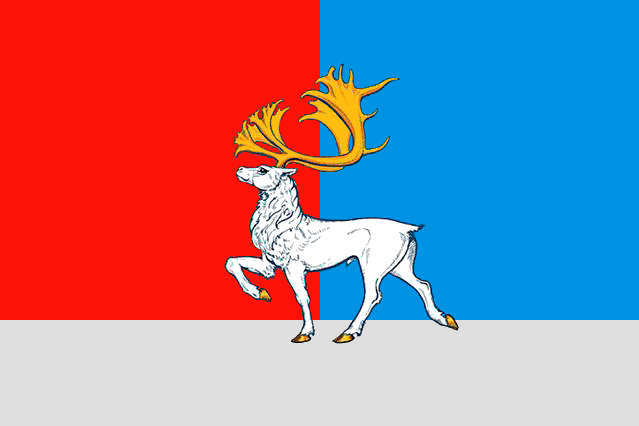
Okruh obce Palana Poměr stran: 2:3
Vlajka Aleutského okruhu (1) Poměr stran: 2:3

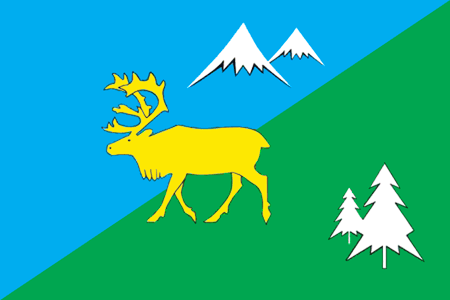
Bystrinský rajón (2) Poměr stran: 2:3
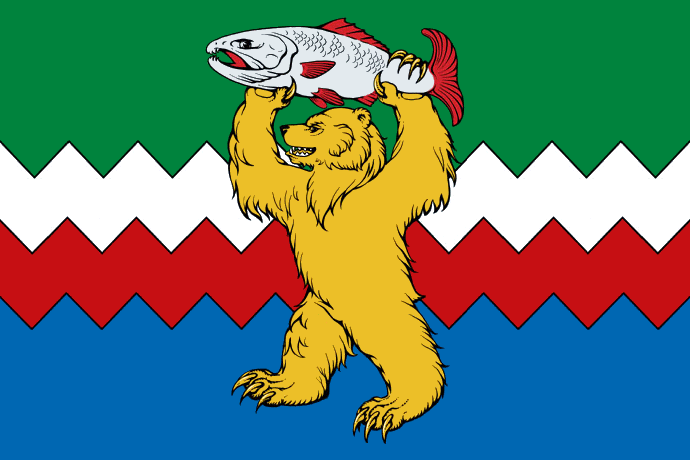
Jelizovský rajón (3) Poměr stran: 2:3
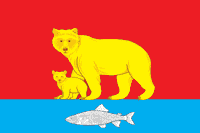
Karaginský rajón (4) Poměr stran: 2:3
Milkovský rajón (5) Poměr stran: 2:3
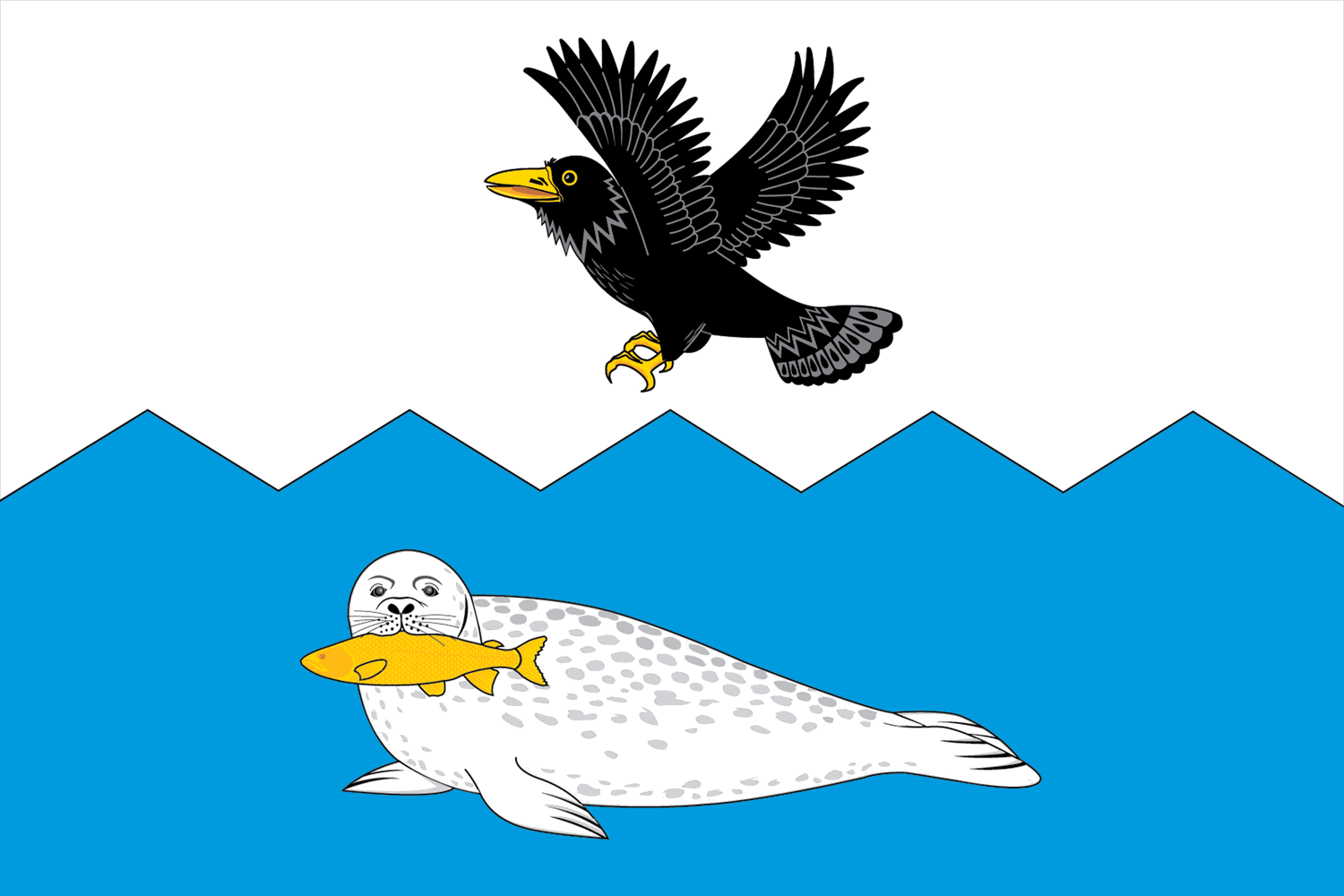
Oljutorský rajón (6) Poměr stran: 2:3
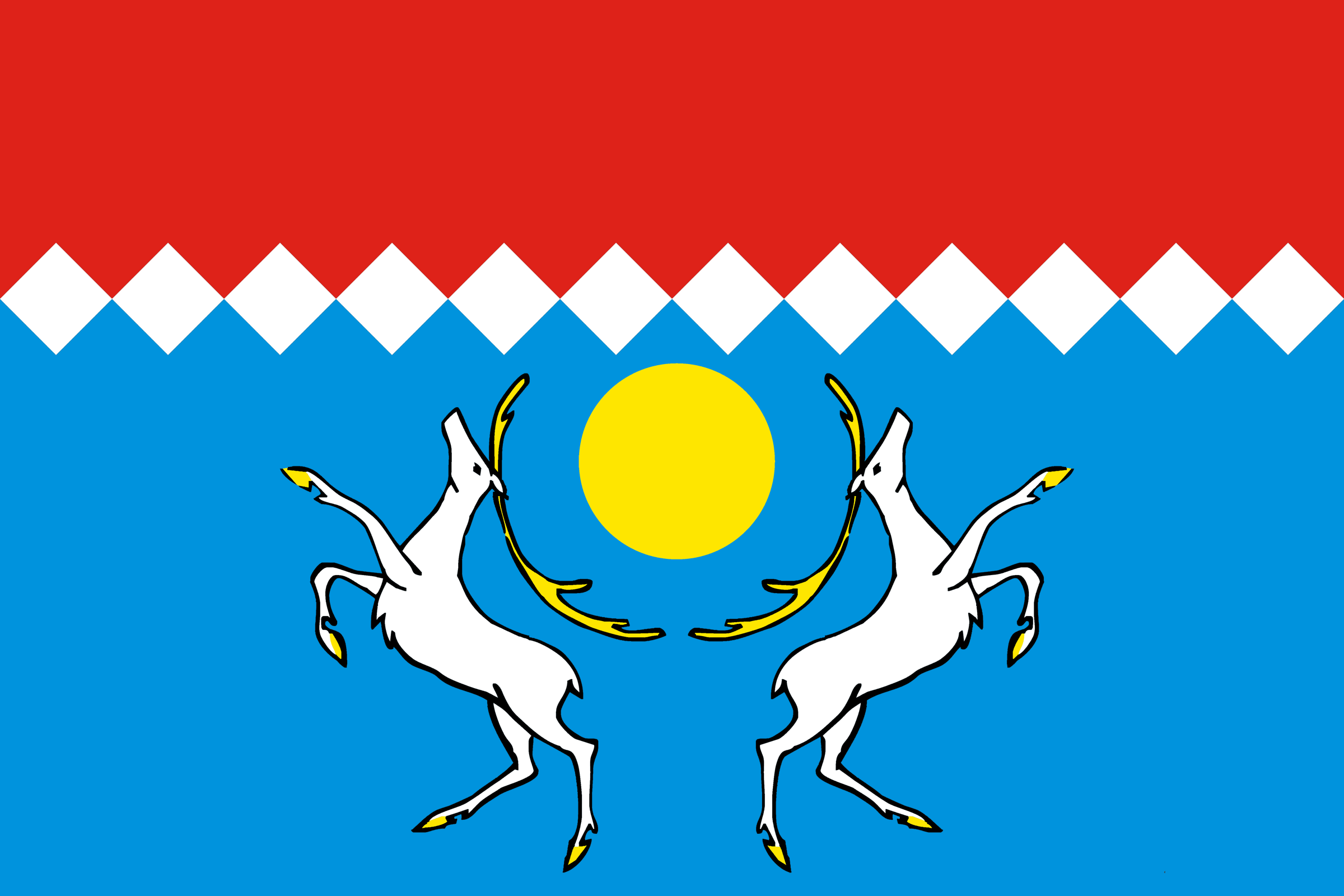
Penžinský rajón (7) Poměr stran: 2:3
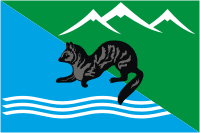
Sobolevský rajón (8) Poměr stran: 2:3
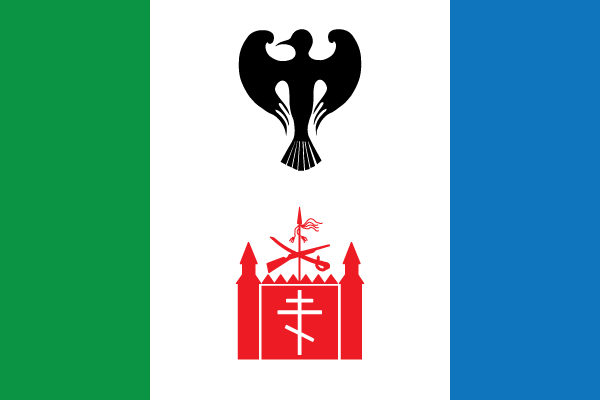
Tigilský rajón (9) Poměr stran: 2:3
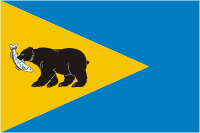
Usť-Bolšerecký rajón (10) Poměr stran: 2:3
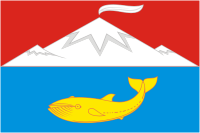
Usť-Kamčatský rajón (11) Poměr stran: 2:3